# (1607) Mavis
(1607) Mavis est un astéroïde de la ceinture principale découvert le 3 septembre 1950 à Johannesbourg (UO) par l'astronome Ernest Leonard Johnson. Sa désignation provisoire était 1950 RA.

## Caractéristiques
Sa distance minimale d'intersection de l'orbite terrestre est de 0,781 925 ua.